# وتناس
وتناس (به سوئدی: Vattnäs) یک سکونتگاه مسکونی در سوئد است که در Mora Municipality واقع شده‌است.

## خصوصیات
وتناس ۰٫۷۲ کیلومترمربع مساحت و ۲۹۴ نفر جمعیت دارد.